# Gotytom Gebreslase
Gotytom Gebreslase, född 15 januari 1995, är en etiopisk långdistanslöpare.

## Karriär
I juli 2022 vid VM i Eugene tog Gebreslase guld i maraton efter ett lopp på 2 timmar, 18 minuter och 11 sekunder, vilket blev ett nytt mästerskapsrekord. I augusti 2023 vid VM i Budapest tog hon silver i maraton efter att ha besegrats av landsmaninnan Amane Beriso Shankule.

## Personliga rekord
- 5 000 meter – 14.57,33 (Heusden-Zolder, 18 juli 2015)[5]
- 10 000 meter – 31.14,52 (Hengelo, 19 juni 2016)[5]
- 10 km landsväg – 32.07 (Shelter Island, 17 juni 2017)[5]
- Halvmaraton – 1:05.36 (Manama, 12 december 2021)[5]
- Maraton – 2:18.11 (Eugene, 18 juli 2022)[5]